# Demetrius Pinder

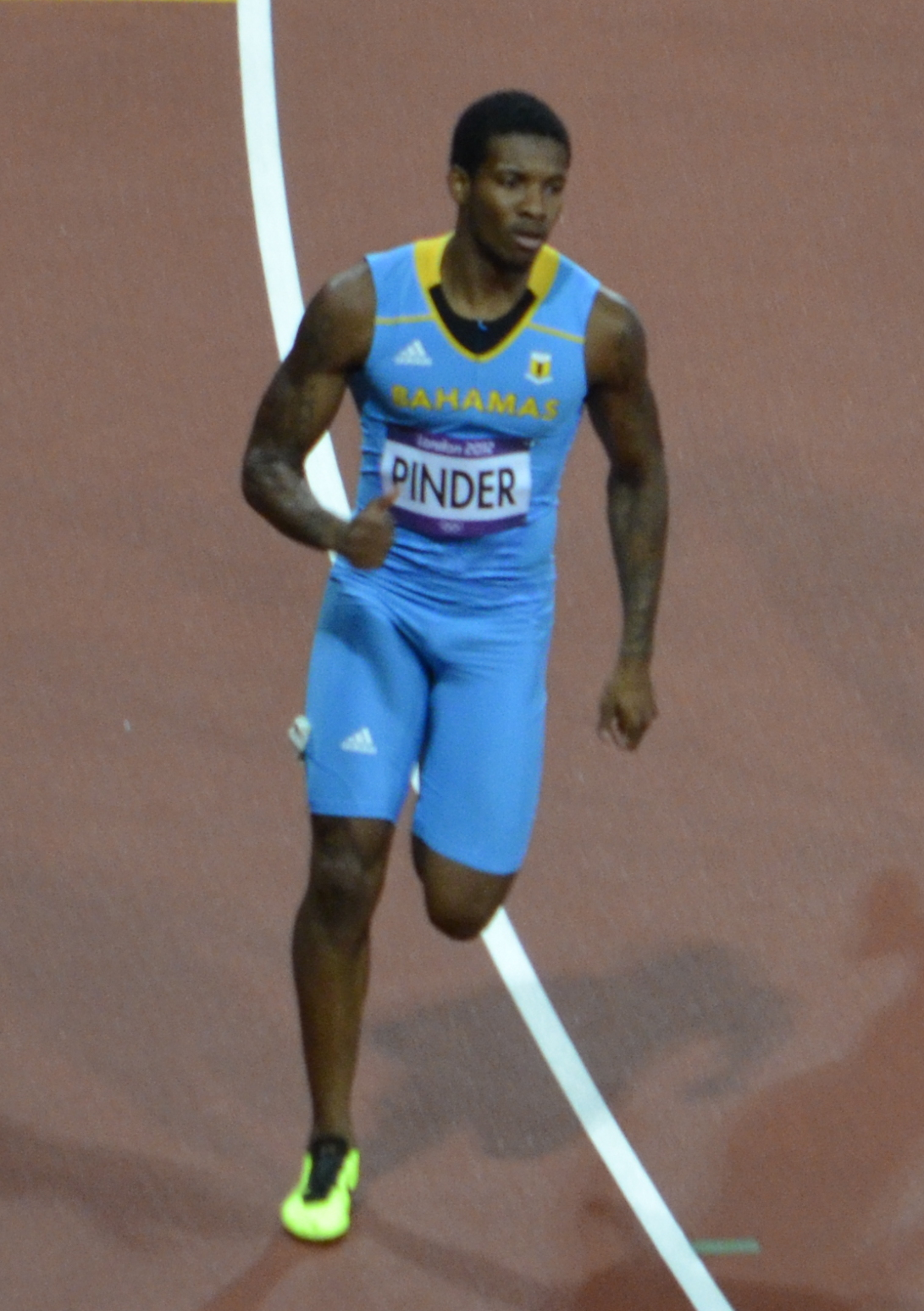
Demetrius Pinder bei den Olympischen Spielen 2012

Demetrius Pinder (Demetrius Rashad Pinder; * 13. Februar 1989 in Grand Bahama) ist ein bahamaischer Sprinter, der sich auf den 400-Meter-Lauf spezialisiert hat.
2011 wurde er NCAA-Hallenmeister und erreichte bei den Leichtathletik-Weltmeisterschaften in Daegu das Halbfinale. Bei den Hallenweltmeisterschaften 2012 in Istanbul gewann er Silber. 
Seinen bedeutendsten Erfolg feierte Pinder bei den Olympischen Spielen 2012 in London. Zusammen mit Chris Brown, Michael Mathieu und Ramon Miller stellte er mit der bahamaischen Staffel in 2:56,72 Minuten einen neuen Landesrekord auf. Damit sicherte sich das Quartett überraschend die Goldmedaille vor der favorisierten US-amerikanischen Mannschaft.
Demetrius Pinder wird von Pat Henry trainiert. Er studiert an der Texas A&M University, wird von Charisma Sports Management betreut und von Nike gesponsert.

## Persönliche Bestzeiten
- 200 m: 20,54 s, 19. März 2011, San Diego
  - Halle: 20,50 s, 3. Februar 2012, Albuquerque (bahamaischer Rekord)
- 400 m: 44,78 s, 25. Juni 2011, Freeport
  - Halle: 45,33 s, 12. März 2011, College Station (bahamaischer Rekord)